# Grapzow
Grapzow  ist eine Gemeinde im Nordosten des Landkreises Mecklenburgische Seenplatte. Sie liegt nördlich von Neubrandenburg. Bis zum 1. Januar 2004 war die Gemeinde Teil des Amtes Tollensetal und gehört seitdem dem Amt Treptower Tollensewinkel mit Sitz in Altentreptow an.

## Geografie und Verkehr
Grapzow liegt drei Kilometer nordöstlich von Altentreptow. Die Landesstraße 35 (ehem. Bundesstraße 96) verläuft westlich der Gemeinde. Die Bundesautobahn 20 führt durch das Gemeindegebiet. Sie ist über den Anschluss Altentreptow zu erreichen. Die Gemeinde liegt auf dem Treptower Werder, einer Niederung zwischen Tollense, Großem Landgraben und Kleinem Landgraben. Im Ortsteil Grapzow existieren drei längere Straßen (Lange Straße, Kurze Straße und Pfarrhof), durch den Ortsteil Kessin führt die Dorfstraße.

## Ortsteile
- Grapzow
- Kessin

## Wappen, Flagge, Dienstsiegel
Die Gemeinde verfügt über kein amtlich genehmigtes Hoheitszeichen, weder Wappen noch Flagge. Als Dienstsiegel wird das kleine Landessiegel mit dem Wappenbild des Landesteils Vorpommern geführt. Es zeigt einen aufgerichteten Greifen mit aufgeworfenem Schweif und der Umschrift „GEMEINDE GRAPZOW • LANDKREIS MECKLENBURGISCHE SEENPLATTE“.

## Wirtschaft
Im Jahre 2013 wurde in der Gemeinde mit dem Windpark Werder/Kessin der bis dato größte Windpark Mecklenburg-Vorpommerns offiziell in Betrieb genommen. Neben den 28 von Enercon stammenden Windkraftanlagen wurde eine ein Megawatt leistende Wasserstoffspeicheranlage installiert, mit der die Speicherung von Windstrom in Form von Power-to-Gas getestet werden soll.

## Sehenswürdigkeiten
- Kirche Grapzow, Backsteinkirche aus der zweiten Hälfte des 19. Jahrhunderts
- freistehender Glockenstuhl mit Glocke von 1491
- Kirche Kessin, neuromanische Backsteinkirche aus der zweiten Hälfte des 19. Jahrhunderts
- Gutshaus Kessin

## Persönlichkeiten
- Dietmar Peters (* 1949), Eishockeyspieler, geboren in Grapzow